# Ponte della Costituzione

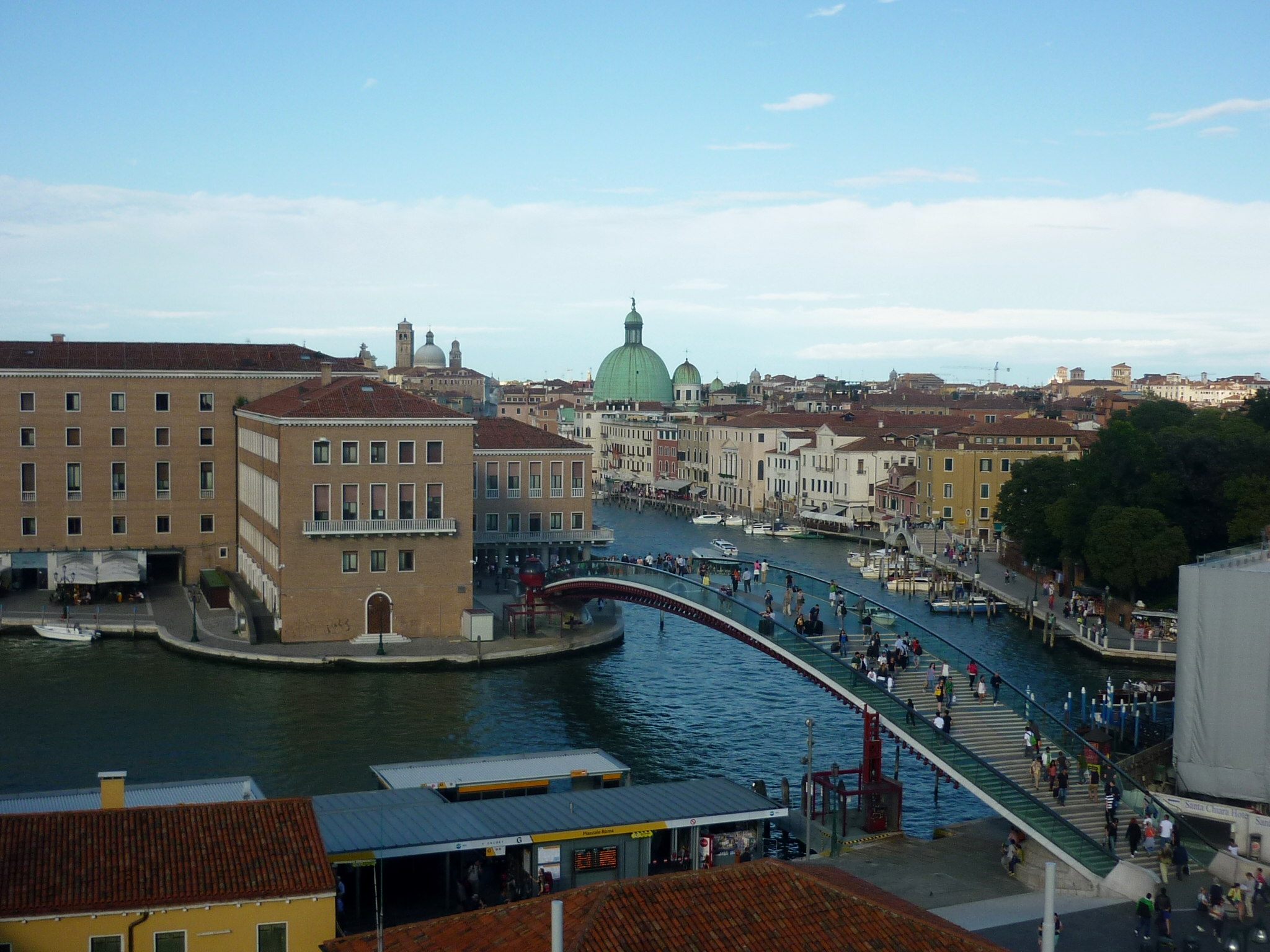
Ponte della Costituzione.

Ponte della Costituzione, även Ponte di Calatrava, är den fjärde bron över Canal Grande i Venedig i Italien och är uppkallad efter arkitekten Santiago Calatrava som har ritat den. Bron, som sammanbinder järnvägsstationen Venezia Santa Lucia och busstationen på Piazzale Roma, öppnades den 11 september 2008 under stora protester från lokalbefolkningen. Protesterna har gällt, att bron inte är tillgänglig för rullstolsburna, att den inte fyller något behov samt att bron med sin modernistiska minimalistiska formgivning inte passar in i Venedigs medeltida arkitektoniska miljö.